# Dagmara Anna Stępień-Pyśniak
Dagmara Anna Stępień-Pyśniak – polska lekarka weterynarii, doktor habilitowany nauk rolniczych, profesor na Uniwersytecie Przyrodniczym w Lublinie, specjalistka od chorób ptaków.

## Kariera naukowa
W 2003 roku na Akademii Rolniczej w Lublinie uzyskała tytuł lekarza weterynarii. W 2008 roku na tej samej uczelni uzyskała stopień doktora nauk weterynaryjnych na podstawie rozprawy pt. Ilościowa i jakościowa analiza mikroflory bakteryjnej jaj i jej aspekty epidemiologiczne, której promotorem był Jerzy Rzedzicki. W tym samym roku została zatrudniona na tejże uczelni, a w 2019 roku uzyskała na niej stopień doktora habilitowanego nauk rolniczych w dyscyplinie weterynarii na podstawie pracy pt. Zastosowanie fenotypowych i molekularnych metod w identyfikacji i charakterystyce wybranych patogenów oportunistycznych izolowanych od ptaków.